# رولف ألداج
رولف ألداج (بالألمانية: Rolf Aldag) مواليد 25 أغسطس 1968 في ألمانيا، هو دراج ألماني سابق في صنف سباق الدراجات على الطريق. سبق أن شارك في دورة الألعاب الأولمبية الصيفية.

## سجل النتائج

### سباقات أو مراحل فاز بها
- طواف سويسرا

## روابط خارجية
- رولف ألداج على موقع IMDb (الإنجليزية)
- رولف ألداج على موقع ألو سيني (الفرنسية)
- رولف ألداج على موقع قاعدة بيانات الفيلم (الإنجليزية)
- رولف ألداج على موقع كينوبويسك (الروسية)

- رولف ألداج على موقع الاتحاد الدولي للدراجات (الإنجليزية)
- رولف ألداج على موقع أرشيف الدراجات (الإنجليزية)
- رولف ألداج على موقع إحصائيات الدراجات الإحترافية (الإنجليزية)
- رولف ألداج على موقع CycleBase (الإنجليزية)
- رولف ألداج على موقع أوليمبيديا (الإنجليزية)